# Грегорио Алегри
Грегорио Алегри (итал. Gregorio Allegri, Рим, око 1582 – Рим, 7. фебруар 1652) је био италијански композитор римске школе, свештеник и певач. Његово најпознатије и најзначајније дело јесте Miserere mei, Deus.

## Биографија
Још као дечак учио је музику и певао у хору катедрале Сан Луиђија Француског, под руководством хоровође Ђованије Бернандина Нанина, брата Ђованија Мариа Нанина. Како је био намењен цркви, имао је бенефиције у катедрали Фермо. Ту је компоновао велики број мотета и остале духовне музике, коју је приметио папа Урбан VIII, који га је укључио у хор Сикстинске капеле у Риму као контраалта. Тамо је певао од 6. децембра 1629. године до своје смрти. Кроз сачуване записе, Алегри се сматрао добронамерним човеком, који је био великодушан према сиромашнима и затвореницима.
Написао је два тома концерата за пет гласова, који су објављени 1618. и 1619. године, два тома мотета за шест гласова објављених 1621. године, издање симфоније из четири делова, пет миса, два оквира Јеремијиног плача, као и пуно мотета који нису објављени за његова живота. Био је један од првих композитора који су компоновали музику за гудачке инструменте. Већина Алегријевих објављених композиција, посебно инструменталне музике, спада у прогресивни барокни кончертато стил. Но, свој рад за Сикстинску капелу изнео је у стилу Ђованија Перлуиђија да Палестине. Алегрију се приписује стварање најранијег гудачког квартета.

## Miserere mei, Deus
Најпознатије дело Грегорија Алегрија јесте Помилуј ме, Господе, део из Псалма 51. Написано је за два хора. Многи сматрају ово дело за одличан пример stilе antico или prima practica. Међутим, употреба полихорских техника засигурно је било сасвим ван обима онога што се сматра за стари стил. 
Ова композиција узима се за представника касне ренесансе, иако је била написана у ономе што се хронолошки може сматрати првим залогајима барока; па се да тачније изразити да је ово дело представник Римске композиторске школе, која спада у конзервативне стилистичаре. Дело оставља дубок утисак недоступности између времена компоновања и времена снимања. Ватикан је забранио прављење копија, било каква поновна објављивања, чак је екскомуницирање била казна за дуплицирање овог дела. Нису ни слутили, па самим тим нису ни били спремни за посету четрнаестогодишњег Волфганга Амадеуса Моцарта, који је, у посети Риму свом оцу 1770. г. , чуо изведбу овог дела свега двапута и успео га транскрибовати у целости, чисто по сећању. Моцарт је тако начинио први познати дупликат ове композиције. Касније, 1771. године, ће дупликат Моцартовог дупликата бити објављен у Енглеској, а објавио га је познати путник и музички историчар др Чарлс Бурни. Међутим, Бурнијева варијација овог дела не садржи орнаментацију, по којој је аутентично дело и чувено.
У композицију, како се она изводи данас, смештена је једна грешка преписника из 1880.-тих година. Наиме, јака промена из Г-мола у Ц-мол дешава се зато што је друга половина стиха иста као и прва половина, али је пренет испред.Оригинално дело никада није имало високо Ц.

## Списак референци
1. ↑  „Classical Net - Basic Repertoire List - Allegri”. Classical Net. Приступљено 2020-07-03.
2. ↑  Allegri, Gregorio, Volume 1, Приступљено 2020-07-03
3. ↑  Chrissochoidis, Ilias. „London Mozartiana: Wolfgang's disputed age & early performances of Allegri's Miserere” (на језику: енглески).